# Brouwerij Cornelissen
Brouwerij Cornelissen (voorheen Brouwerij Sint-Jozef) is gesitueerd in Opitter. De huidige eigenaar van de brouwerij is Jef Cornelissen. De brouwerij heeft een capaciteit van 10.000 liter per brouwsel. De jaarproductie van de brouwerij bedraagt ongeveer 40.000 hectoliter of 4.000.000 liter.

## Geschiedenis
Brouwerij Cornelissen is een familiebedrijf. De exacte stichtingsdatum is niet bekend, maar de familie Vissers, oprichters van de brouwerij, zijn terug te traceren tot begin 19e eeuw. De brouwerij werd opgericht onder de naam brouwerij Sint-Jozef.
Het betrof hier met name Johannes Vissers, die ook burgemeester van Opitter is geweest, welke een herenhuis bewoonde waaraan ook stallingen en een brouwerij verbonden waren. Zijn dochter Maria Sophia Carolina huwde ene Joseph Cornelissen, en het echtpaar kreeg drie zonen: Jozef, Jaak en Leo. Jozef begon een limonadefabriek, Leo een bottelarij en Jaak was brouwer. In 1934-1935 bouwde hij een nieuwe brouwerij, en sinds 1937 werd daar Ops-Ale gebrouwen, alsmede Pax Pils.
Eind jaren 40 van de 20e eeuw nam Jaak de bottelarij en de limonadefabriek van zijn broers over. Later kwam het bedrijf in handen van Jaak's zoons Jan en Leo en in 1980 trad Jef Cornelissen aan als eigenaar van de zaak. Hij breidde de brouwerij sterk uit. De huidige zaakvoerder, Jef Jr. Cornelissen, vijfde generatie, kwam in 2004 voltijds in het bedrijf. In 2013 nam hij het roer over van zijn vader.
In 2015 werd besloten de naam van de brouwerij te veranderen in "brouwerij Cornelissen", waardoor het familiale karakter meer op de voorgrond kwam.

## Bieren
- Pax Pils
- Ops-Ale
- Bosbier
- Itters Bruin
- Kriekenbier
- Limburgse Witte
- Bokkereyer
- Sint-Gummarus Tripel
- Sint-Gummarus Dubbel
- Bruin Tafelbier
- Herkenrode Cister Blond
- Herkenrode Noctis Bruin
- Herkenrode Vesper Tripel